# Jāzeps Vītols

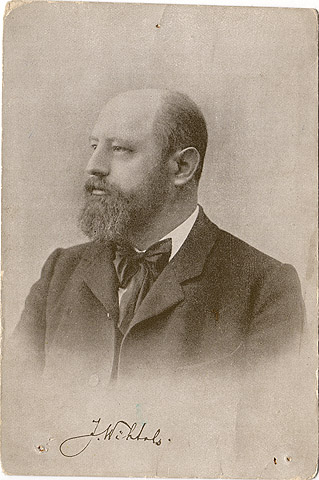
Jāzeps Vītols

Jāzeps Vītols (deutsch Joseph Wihtol; * 26. Juli 1863 in Wolmar; † 24. April 1948 in Lübeck) war ein lettischer Komponist.

## Leben
Jāzeps Vītols war der Sohn des Lehrers Jānis Vītols und seiner Ehefrau Anna Vītola und wuchs in Jēkabpils (Jakobstadt) auf.
1880 begann er ein Kompositionsstudium am Sankt Petersburger Konservatorium bei Julius Johannsen und Nikolai Rimski-Korsakow. Nach dem Abschluss seines Studiums im Jahre 1886 blieb er am Konservatorium und unterrichtete Komposition. Ab 1901 wurde er an demselben Institut als Kompositionsprofessor tätig. Zu seinen Petersburger Schülern zählen unter anderen Nikolai Mjaskowski, Georg von Albrecht und Sergei Prokofjew. 1914 wurde eine seiner Kompositionen in die Anthologie Maîtres contemporains de l’orgue aufgenommen. 1918 kehrte Vītols nach Lettland zurück und wurde Dirigent an der Lettischen Nationaloper in Riga. Im Jahre 1919 gründete er das Lettische Konservatorium, das später zu seinen Ehren in „Lettische Musikakademie Jāzeps Vītols“ umbenannt wurde. Von 1919 bis 1944 leitete er das Konservatorium sowie dessen Kompositionsklasse. Seine prominentesten Schüler aus dieser Zeit waren Jānis Ivanovs und Ādolfs Skulte. 1923 wurde er Mitbegründer des Lettischen Komponistenverbandes. Im Jahre 1944 flüchtete er mit seiner Frau Annija nach Deutschland, wo er in Flensburg lebte. Er starb 1948 in einem Lübecker Krankenhaus. Seine sterblichen Überreste wurden 1993 nach Riga überführt. Vītols war nicht nur als Komponist und Pädagoge aktiv. Neben seiner Dirigententätigkeit trat er auch als Pianist auf und verfasste zeit seines Lebens zahlreiche musikkritische Werke.

## Stil
Jāzeps Vītols gilt als Begründer der lettischen Nationalmusik, da er der erste lettische Komponist von Format war. Stilistisch ist er eindeutig der Nationalromantik zuzuordnen. Seine Kompositionen können den Einfluss seines Lehrers Rimski-Korsakow nicht verleugnen. Dies zeigt nicht zuletzt die brillante Orchestrierung, die auch an Vītols' Freund Alexander Glasunow erinnert. Auch während seiner Zeit in Russland interessierte er sich sehr für die lettische Folklore – er leitete zeitgleich den Lettischen Chor in St. Petersburg. Daher trägt seine Melodik deutlich lettische Züge, oft unter Verwendung der Dainas. Er komponierte seine sinfonischen Werke stets in Sonatenhauptsatzform; ihre dramaturgische Wirkung gilt als beispielhaft. Vītols war ein eher konservativer Komponist mit hervorragender Kompositionstechnik.

## Werke
- Orchesterwerke
  - Symphonie e-Moll (1886–88)
  - „Lihgo“, sinfonische Dichtung, op. 4 (1889); Digitalisat im Internet Archive
  - Dramatische Ouvertüre op. 21 (1895)
  - „Spriditis“, symphonische Dichtung op. 37 (1907)
  - „Wertvolle Steine“, Suite für Orchester op. 66 (1924)
  - „Herbstlied“, symphonische Ballade (1928)
  - Fantasie über lettische Volksweisen für Violine und Orchester op. 42 (1908–10)

- Vokalmusik
  - „Der Barde von Beverina“, Ballade für Bariton und Orchester nach dem Gedicht von Auseklis op. 28 (1891, rev. 1900)
  - „Das Lied“, Kantate für Sopran, Chor und Orchester op. 35 (1908)
  - „Nordlichter“, Kantate op. 45 (1914)
  - „Die Bergpredigt“, Osterkantate für Bariton, Frauenchor, Orgel und Orchester (1943)
  - „200 lettische Volksweisen mit Klavierbegleitung“ (1906), mit Nachdichtungen der lettischen Texte durch Rūdolfs Blaumanis und Hans Schmidt
  - rund 100 Lieder, darunter Mirdzas dziesma. Iz lugas „Vaidelote“ (Mirdzas Lied. Aus dem Drama „Die Waidelottin“ von Aspazija); Digitalisat in der LNB
  - rund 100 Chorlieder
  - rund 300 Volksliedbearbeitungen

- Kammer- und Klaviermusik
  - Streichquartett (1899)
  - Skizze für Violoncello und Klavier op. 12
  - Klaviersonate b-Moll op. 1 (1886)
  - Sonatine für Klavier H-Dur op. 63
  - 8 lettische Volksweisen für Klavier op. 32 (1905)
  - zahlreiche Charakterstücke für Klavier

## Ehrungen
- 2013 wurde in Jēkabpils anlässlich des 150. Geburtstages eine Bronzestatue des Knaben mit der Geige von Aigars Bikše enthüllt. Sie erinnert an das begabte Kind, das die Nachbarschaft oft mit der Violine unterhielt und von den Nachbarn deshalb „der kleine Geiger“ geheißen wurde.
- Ebenfalls zum 150. Geburtstag gab die Latvijas Banka eine Gedenkmünze im Nennwert von 1 Lats heraus – eine der letzten Lats-Münzen vor der Umstellung auf den Euro.

## Schriften
- Dziesmai vieni gala nava. Jāzeps Vītols savās un laikabiedru vēstulēs 1918–1944, herausgegeben und mit einer Einführung von Uldis Siliņš. Nordik, Riga 2006. ISBN 9984-792-13-7 (Briefsammlung).

## Bibliographie und Werkverzeichnis
- Kārlis Egle (Hg.): Komponists Jāzeps Vītols. Bibliogrāfija. Latvijas PSR zinātnu Akadēmijas Izdevniecība (Sprach- und literaturwissenschaftliches Institut der Akademie der Wissenschaften der Lettischen Sozialistischen Sowjetrepublik), Riga 1963 (mit einer ausführlichen Einführung zu Leben und Werk im Vorwort).